# Шалиєв Атабалли Бапбайович
Атабалли Бапбайович Шалиєв (1945, тепер Туркменістан) — радянський туркменський діяч, новатор виробництва, бурильник, буровий майстер виробничого об'єднання «Туркменпівдбургаз» Туркменської РСР. Член Центральної Ревізійної Комісії КПРС у 1986—1990 роках. Народний депутат СРСР у 1989—1991 роках.

## Життєпис
Закінчив ремісниче училище.
У 1963—1964 роках — помічник бурильника контори розвідувального буріння № 1 тресту «Туркменбурнафта» Туркменської РСР.
У 1964—1967 роках — у Радянській армії.
У 1968—1972 роках — помічник бурильника об'єднання «Туркменнафта» Туркменської РСР. У 1972—1977 роках — бурильник Шатлицького управління бурових робіт об'єднання «Туркменнафта» Туркменської РСР.
Освіта середня. Член КПРС з 1976 року.
У 1977—1985 роках — бурильник, у 1985—1988 роках — буровий майстер виробничого об'єднання «Туркменпівдбургаз» Марийської області Туркменської РСР.
З 1988 року — буровий майстер Південно-Туркменського управління розвідувального буріння тресту «Туркменбургаз» виробничого об'єднання «Туркменгазпром» Марийської області Туркменської РСР.

## Нагороди і звання
- ордени
- медалі